# Podział administracyjny Azerbejdżanu

Podział administracyjny Azerbejdżanu
Azerbejdżan jest podzielony na:
- 11 miast wydzielonych (az. şəhər, l.mn. şəhərlər),
- 67 rejonów (az. rayon, l.mn. rayonlar).

Wydzieloną częścią Azerbejdżanu pozostaje eksklawa Nachiczewańska Republika Autonomiczna, mająca status republiki autonomicznej (az. muxtar respublika) składająca się z 7 rejonów i jednego miasta wydzielonego.

## Miasta wydzielone
1. Baku Bakı
2. Gandża Gəncə
3. Lenkoran Lənkəran
4. Mingeczaur Mingəçevir
5. Nachiczewan Naxçivan (wchodzi w skład Nachiczewańskiej Republiki Autonomicznej)
6. Naftalan
7. Szeki
8. Şirvan
9. Sumgait Sumqayıt
10. Chankendi Xankəndi
11. Yevlax

## Rejony
1. Rejon Ağcabədi Ağcabədi rayonu
2. Rejon Ağdam Ağdam rayonu
3. Rejon Ağdaş Ağdaş rayonu
4. Rejon Ağdərə Ağdərə rayonu
5. Rejon Ağstafa Ağstafa rayonu
6. Rejon Ağsu Ağsu rayonu
7. Rejon Apszeron Abşeron rayonu
8. Rejon Astara Astara rayonu
9. Rejon Babək Babək rayonu (wchodzi w skład Nachiczewańskiej Republiki Autonomicznej)
10. Rejon Balakən Balakən rayonu
11. Rejon Bərdə Bərdə rayonu
12. Rejon Beyləqan Beyləqan rayonu
13. Rejon Biləsuvar Biləsuvar rayonu
14. Rejon Cəbrayıl Cəbrayıl rayonu
15. Rejon Cəlilabad Cəlilabad rayonu
16. Rejon Culfa Culfa rayonu (wchodzi w skład Nachiczewańskiej Republiki Autonomicznej)
17. Rejon Daşkəsən Daşkəsən rayonu
18. Rejon Füzuli Füzuli rayonu
19. Rejon Gədəbəy Gədəbəy rayonu
20. Rejon Goranboy Goranboy rayonu
21. Rejon Göyçay Göyçay rayonu
22. Rejon Göygöl Göygöl rayonu
23. Rejon Hacıqabul Hacıqabul rayonu
24. Rejon İmişli İmişli rayonu
25. Rejon İsmayıllı İsmayıllı rayonu
26. Rejon Kəlbəcər Kəlbəcər rayonu
27. Rejon Kəngərli Kəngərli rayonu (wchodzi w skład Nachiczewańskiej Republiki Autonomicznej)
28. Rejon Kürdəmir Kürdəmir rayonu
29. Rejon Laçın Laçın rayonu
30. Rejon Lenkoran Lənkəran rayonu
31. Rejon Lerik Lerik rayonu
32. Rejon Masallı Masallı rayonu
33. Rejon Neftçala Neftçala rayonu
34. Rejon Oğuz Oğuz rayonu
35. Rejon Ordubad Ordubad rayonu (wchodzi w skład Nachiczewańskiej Republiki Autonomicznej)
36. Rejon Qax Qax rayonu
37. Rejon Qazax Qazax rayonu
38. Rejon Qəbələ Qəbələ rayonu
39. Rejon Qobustan Qobustan rayonu
40. Rejon Quba Quba rayonu
41. Rejon Qubadlı Qubadlı rayonu
42. Rejon Qusar Qusar rayonu
43. Rejon Saatlı Saatlı rayonu
44. Rejon Sabirabad Sabirabad rayonu
45. Rejon Şabran Şabran rayonu
46. Rejon Salyan Salyan rayonu
47. Rejon Samux Samux rayonu
48. Rejon Sədərək Sədərək rayonu (wchodzi w skład Nachiczewańskiej Republiki Autonomicznej)
49. Rejon Siyəzən Siyəzən rayonu
50. Rejon Szeki Şəki rayonu
51. Rejon Şahbuz Şahbuz rayonu (wchodzi w skład Nachiczewańskiej Republiki Autonomicznej)
52. Rejon Şamaxı Şamaxı rayonu
53. Rejon Şəmkir Şəmkir rayonu
54. Rejon Şərur Şərur rayonu (wchodzi w skład Nachiczewańskiej Republiki Autonomicznej)
55. Rejon Şuşa Şuşa rayonu
56. Rejon Tərtər Tərtər rayonu
57. Rejon Tovuz Tovuz rayonu
58. Rejon Ucar Ucar rayonu
59. Rejon Xaçmaz Xaçmaz rayonu
60. Rejon Xızı Xızı rayonu
61. Rejon Xocalı Xocalı rayonu
62. Rejon Xocavənd Xocavənd rayonu
63. Rejon Yardımlı Yardımlı rayonu
64. Rejon Yevlax Yevlax rayonu
65. Rejon Zaqatala Zaqatala rayonu
66. Rejon Zəngilan Zəngilan rayonu
67. Rejon Zərdab Zərdab rayonu